# ネーベルヴェルファー

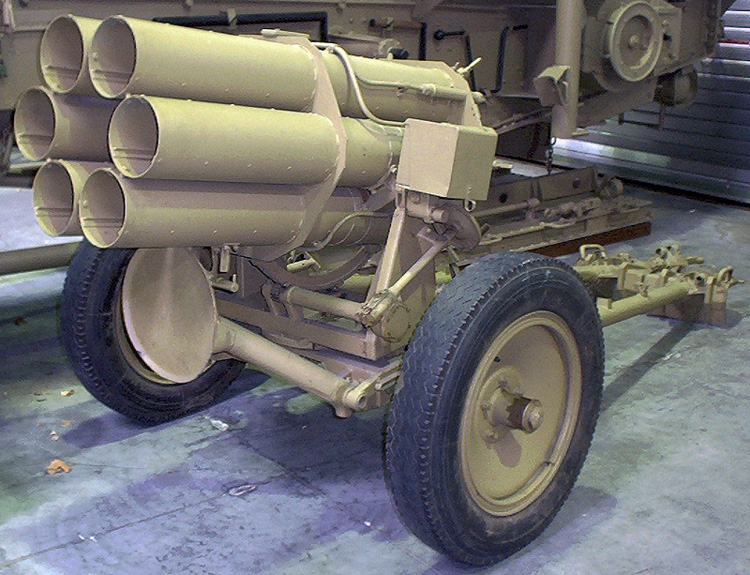
15cm ネーベルヴェルファー41型

ネーベルヴェルファー（ドイツ語: Nebelwerfer、煙幕発射器）は、一般に第二次世界大戦時にナチス・ドイツで開発された多連装ロケット砲を指す。
ヴェルサイユ条約下で兵器の保有が制限されたため、煙幕発射器の偽装名でロケット兵器が開発され、その後も秘密保持のためこの名称が使用されつづけた。本来は毒ガス戦用のガス弾投擲機を指し、ロケット発射機も元々はこの目的に対して開発されている。また、ロケット実用化以前には迫撃砲形式のネーベルヴェルファーも存在する。

## 開発経緯
1930年頃、ドイツでは地上戦闘用にロケットを使用する研究を始めた。
ロケット弾は、発射反動が軽微であることから発射機自体を軽量簡易なものにすることができ、多連装化も容易であることから、通常火砲に比べて砲門数あたりの一斉投射弾量を飛躍的に増すことができる。
例えば、それまで使用されていた迫撃砲形式のネーベルヴェルファー（NbW35ないしNbW40）では1個中隊12門の初弾は105ミリ弾12発、迫撃砲なのでつるべ撃ちに撃ち込むことはできるとはいうものの、ロケット弾形式のNbW41では12門の初弾は150ミリ弾72発と、数量に加え口径差により圧倒的なものとなる。
この特性は、面目標を奇襲的に短時間で覆い尽くすことが求められる毒ガス攻撃には最適と見られ、砲兵科の一部であるネーベルトルッペン（直訳すれば煙幕部隊であるが、実際は化学戦部隊）により実用化が推進された。
他国では、主に安定翼を付けたロケット弾が使用されていたが、ドイツでは底部に同心円状に空けられた多数の穴から、斜めに噴き出すロケット推進により回転を与え安定させるスピン方式が好まれた。
スピン方式は、構造は複雑になるものの飛翔中に横風の影響を受けにくく、安定翼方式よりも多少集弾性が良いことがその理由である。命中精度は重視しないとはいうものの、着弾散布界があまり広がってしまうのは、密な毒ガス散布の妨げになるからである。
宣伝中隊（PK）向けの宣伝ビラ投射機である7.3cm宣伝ロケット発射器を経て、実戦向けのネーベルヴェルファー第1号たる15センチNbW41は、1941年に制式化された。

## ネーベルヴェルファーの登場
1941年、ドイツ軍はこのロケットランチャーを完成させた。口径150mmの円筒形ロケット発射装置を環状に6門設置し、足回りには3.7cm Pak36/37対戦車砲と同じものを使用、ロケットランチャーとしては非常にコンパクトだった。ただし、他の無誘導ロケット弾とも共通する特性として命中精度が低く、発射の際の異常に大きい発射音、発射煙および光は非常に目立つという欠点もあった。後に推進剤を二硝酸ジエチレングリコールに変更したため、発射音・発射煙および光は目立たなくなった。
「ネーベルヴェルファー」という名称を持つ兵器は6種類存在した。15cm 41型ロケット榴弾を発射する6連装の「15cm ネーベルヴェルファー41型」、1943年採用で21cm 42型ロケット榴弾を発射する5連装の「21cm ネーベルヴェルファー42型」、28cmロケット榴弾および32cmロケット焼夷弾を発射する6連装の「28/32cm ネーベルヴェルファー41型」、30cm 42型ロケット榴弾を発射する6連装の「30cm ネーベルヴェルファー42型」、そして、実質上は迫撃砲の「10cm ネーベルヴェルファー35型」、高角度射撃が可能で榴弾砲に似た形式の「10cm ネーベルヴェルファー40型」である。21cm ネーベルヴェルファー42型は従来の15cmロケット弾を使用でき、また、41型の部品が流用されている。

## 開発後のネーベルヴェルファー
こうして開発されたネーベルヴェルファーは、主に東部戦線に配備され、各地で十分な威力を発揮した。1発あたりの命中率は期待できないが、制圧射撃用としては最適で、また、より小型なロケット弾を大量に投射するソ連軍の翼安定式ロケット弾よりは命中精度が高く、1発あたりの威力も高かった。しかし、通常の野砲などに比べ射程が短く、より前線に配備されるため、敵歩兵や戦車との直接交戦による損害も大きかった。このため、自走化することで生存性を高めたパンツァーヴェルファーが開発され、共に第三帝国崩壊まで使用されることとなった。なお、21cmロケット弾は迎撃戦闘機に搭載され、爆撃機編隊に対する攻撃にも用いられた。
ティーガー戦車のエースである戦車兵オットー・カリウスはその著作の中で、ネーベルヴェルファーによる攻撃前の準備砲撃が、誤って味方歩兵の中に着弾したのを目撃、敵のカチューシャ・ロケットランチャーよりも甚大な被害を与えたと記述している。

## ネーベルヴェルファーのデータ
15cm ネーベルヴェルファー41型
- 砲身内径：158.5mm
- 砲身長：1,300mm
- 全長：3,600mm
- 重量：590kg（未装填状態）

使用砲弾諸元
15cm ロケット榴弾41型
- 直径：158mm
- 全長：979mm
- 重量：31.8kg（内、ロケット燃料6.35kg/高性能炸薬2.5kg）
- 最大射程：6,900m（7,066mとする資料もある）

21cm ネーベルヴェルファー42型
- 砲身内径：214.5mm
- 砲身長：1,300mm
- 全長：3,600mm
- 重量：605kg（未装填状態）

使用砲弾諸元
21cm ロケット榴弾42型
- 直径：210mm
- 全長：1,249.9mm
- 重量：109.55kg（内、ロケット燃料18.27kg/高性能炸薬10.17kg）
- 最大射程：9,150m

28/32cm ネーベルヴェルファー41型
- 全長：3,200mm
- 重量：1,130kg（未装填状態）

ガイドレールを兼ねる支持架方式であり、砲身に相当する「筒」を持たない。
使用砲弾諸元
28cm ロケット榴弾
- 直径：280mm
- 全長：1,190mm
- 重量：82.2kg（内、ロケット燃料6.6kg/高性能炸薬49.9kg）
- 射程：2,138m

32cm ロケット焼夷弾
- 直径：320mm
- 全長：1,289mm
- 重量：79kg（内、ロケット燃料6.6kg/焼夷剤39.8kg）
- 射程：2,028m

30cm ネーベルヴェルファー42型
- 全長：3,200mm
- 重量：1,144kg（装填状態）

ガイドレールを兼ねる支持架方式であり、砲身に相当する「筒」を持たない。
使用砲弾諸元
30cm ロケット榴弾
- 直径：300mm
- 全長：1,230mm
- 重量：125.7kg（内、ロケット燃料15kg/高性能炸薬44.66kg）
- 射程：6,000m

10cm ネーベルヴェルファー35型
- 口径：105mm
- 砲身長：1,207mm
- 重量：102.6kg
- 最大射程：3,000m
- 砲弾重量：7.36kg

10cm ネーベルヴェルファー40型
- 口径：105mm
- 砲身長：1,720mm
- 重量：800kg
- 最大射程：6,225-6,350m（使用する砲弾により異なる）
- 砲弾重量：8.6kg（榴弾）8.9kg（発煙弾）

## 画像一覧

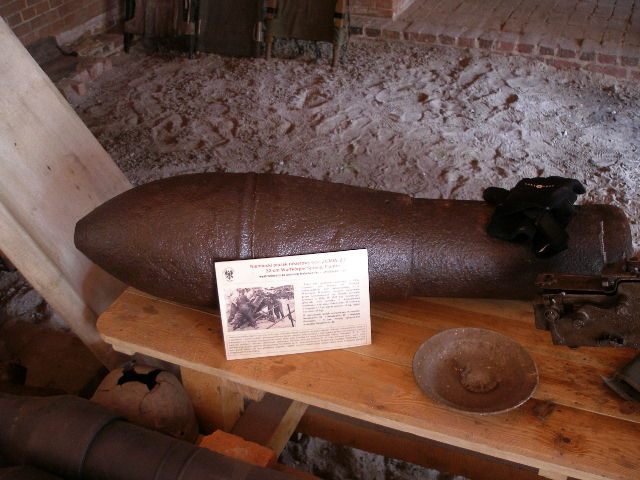
30cm ネーベルヴェルファー42型
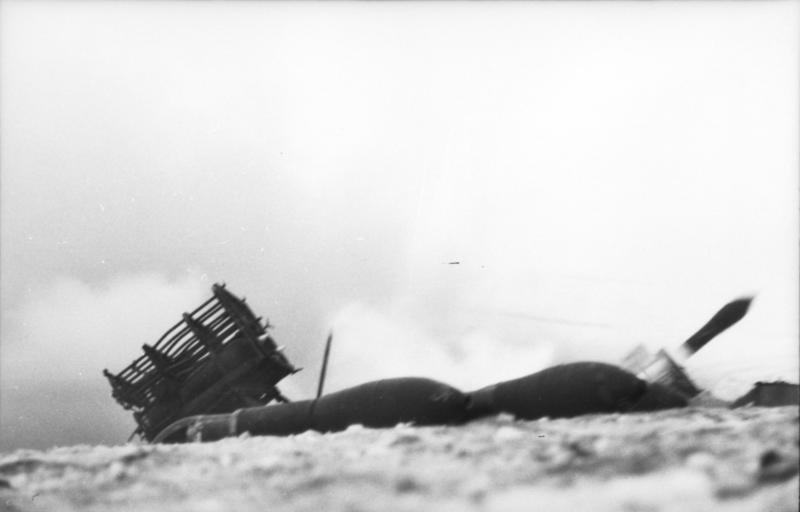
30cm ネーベルヴェルファーの発射
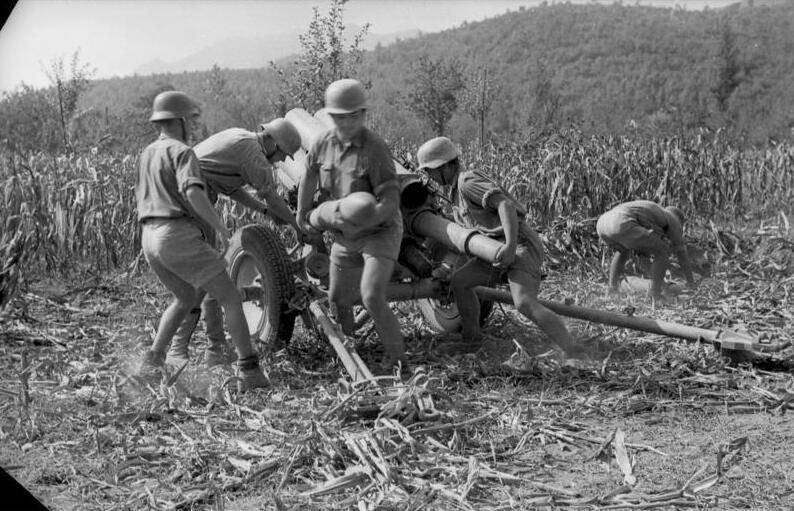
イタリア戦線で装填中の15cm ネーベルヴェルファー41型
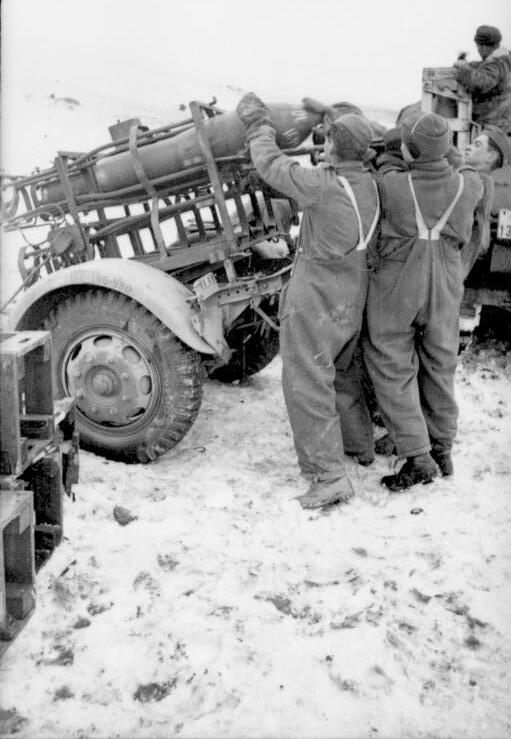
装填中の30cm ネーベルヴェルファー
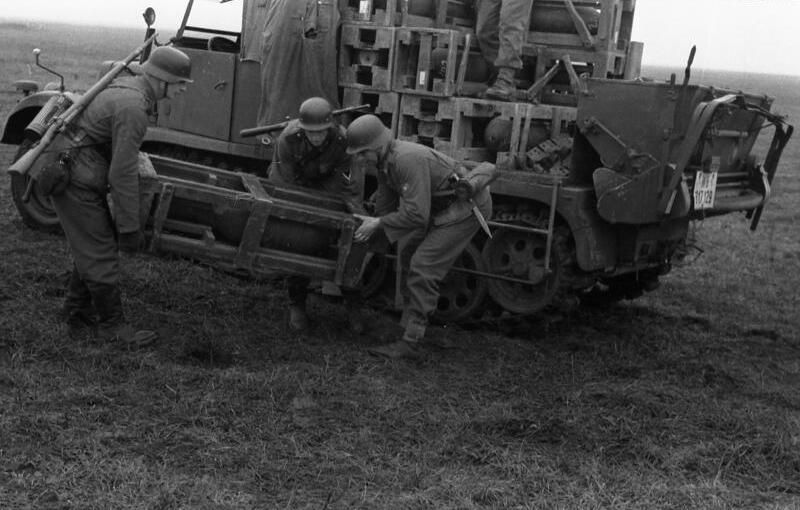
運搬車から卸下される28/32cm ネーベルヴェルファー
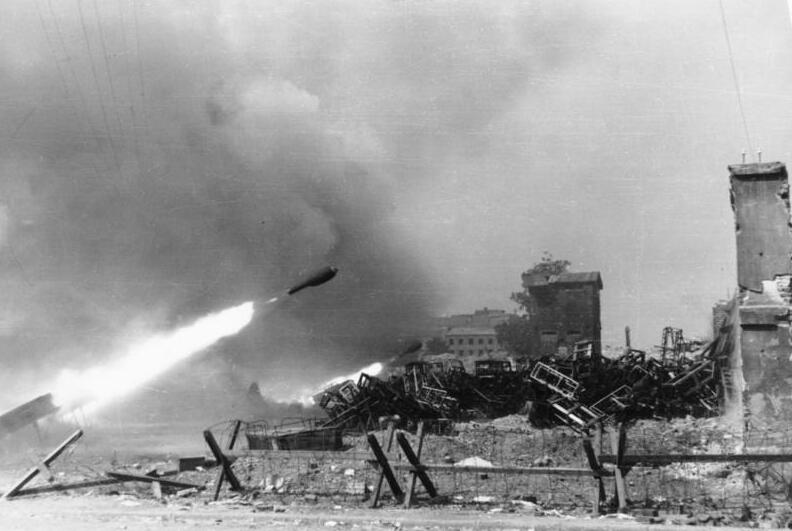
ワルシャワ蜂起で使用される28/32cm ネーベルヴェルファー41型
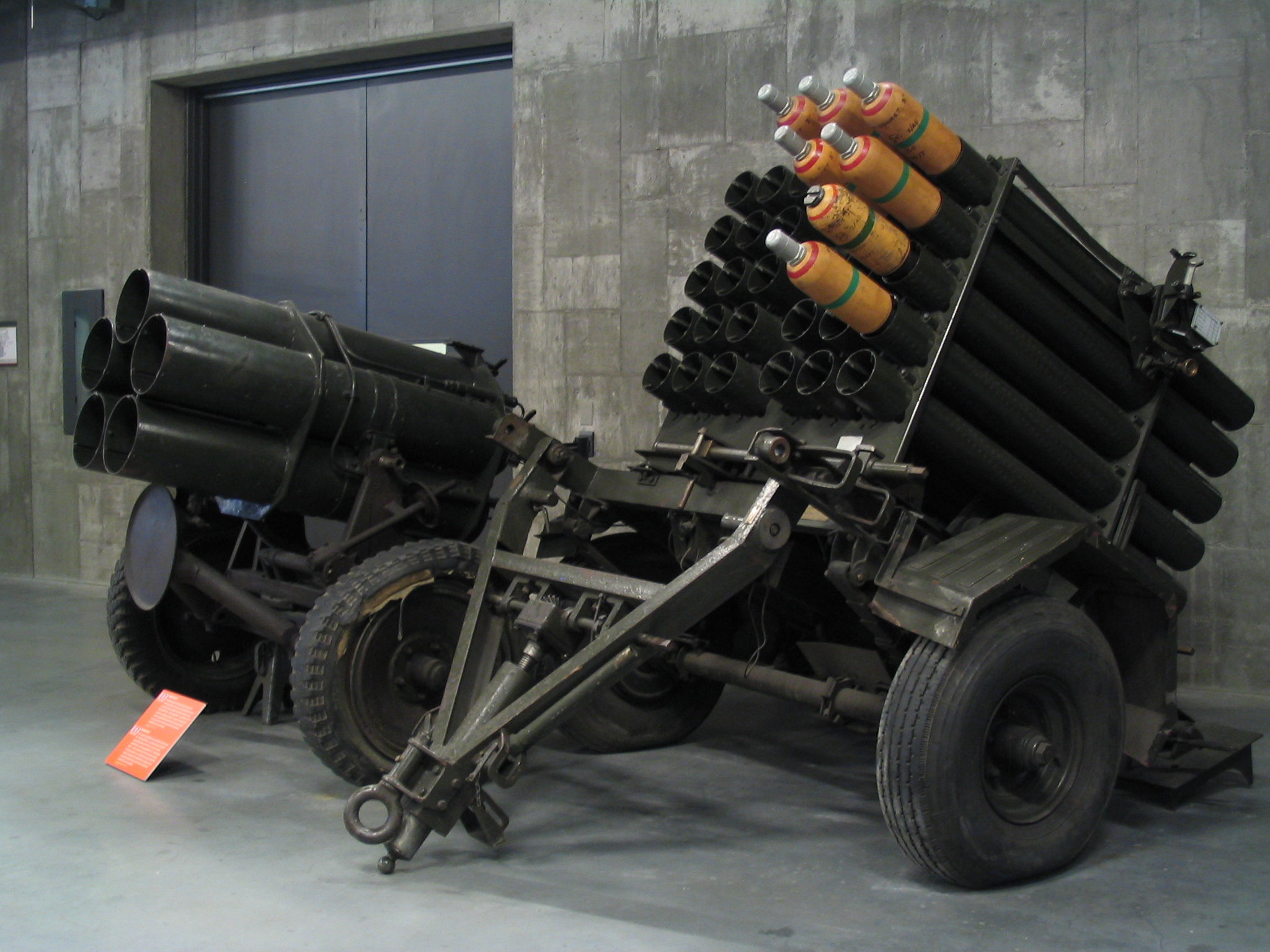
21cm ネーベルヴェルファー42型（向かって左側）

## 登場作品

### アニメ・漫画
『紺碧の艦隊』
OVA版の後期に登場。

### ゲーム
『Company of Heroes』
『コール オブ デューティシリーズ』
『CoD2:BRO』
15cm ネーベルヴェルファー41型が登場する。
『CoD3』
15cm ネーベルヴェルファー41型が登場する。
『メダル・オブ・オナーシリーズ』
『トータル・タンク・シミュレーター』
ドイツとイタリアのロケット砲NEBELWELFERとして15cm ネーベルヴェルファー41型が使用可能。